# Думинське
Ду́минське — село в Україні, в Овруцькій міській територіальній громаді Коростенського району Житомирської області. Населення становить 43 особи (2001).

## Населення

### Мова
Розподіл населення за рідною мовою за даними перепису 2001 року:
| Мова       | Кількість | Відсоток |
| ---------- | --------- | -------- |
| українська | 42        | 97.67 %  |
| білоруська | 1         | 2.33 %   |
| Усього     | 3278      | 100 %    |

## Історія
У 1906 році — хутір Гладковицької волості Овруцького повіту Волинської губернії. Відстань від повітового міста 40 верст, від волосты 35. Дворів 26, мешканців 222.
12 червня 2020 року, відповідно до розпорядження Кабінету Міністрів України № 711-р від 12 червня 2020 року «Про визначення адміністративних центрів та затвердження територій територіальних громад Житомирської області», територію та населені пункти Руднянської сільської ради Овруцького району включено до складу Овруцької міської територіальної громади Коростенського району Житомирської області.

## Відомі люди
- Сарнавський Ігор Григорович (* 1968) — український футболіст.